# Tanečnice
Der Tanečnice (deutsch Tanzplan) ist mit 599 m einer der höchsten Berge im tschechischen Teil des Lausitzer Berglandes, unweit der sächsischen Stadt Sebnitz. Über die Schulter des Berges verläuft die Staatsgrenze zwischen Deutschland und Tschechien.

## Lage und Umgebung
Der Tanečnice befindet sich östlich der Stadt Sebnitz, welche sich direkt am Fuß des Berges auf deutscher Seite befindet. In Tschechien befinden sich am Bergfuß die Gemeinden Dolní Poustevna (Niedereinsiedel), Vilémov (Wölmsdorf) und Mikulášovice (Nixdorf). Landschaftlich ist der Berg noch dem Elbsandsteingebirge zuzuordnen, geologisch gehört er jedoch zum Lausitzer Bergland.

## Geschichte

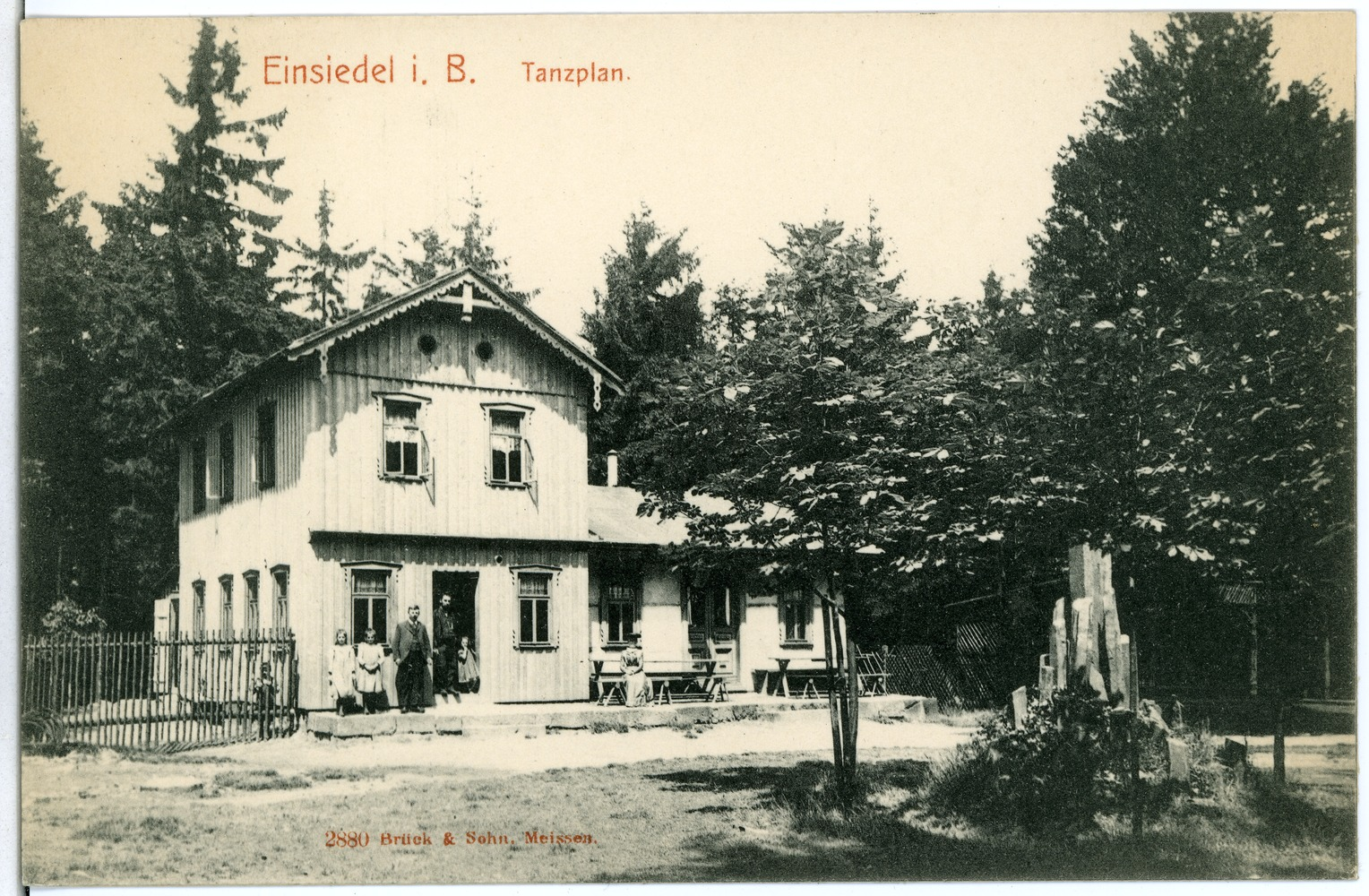
Onkel Toms Hütte (1903)

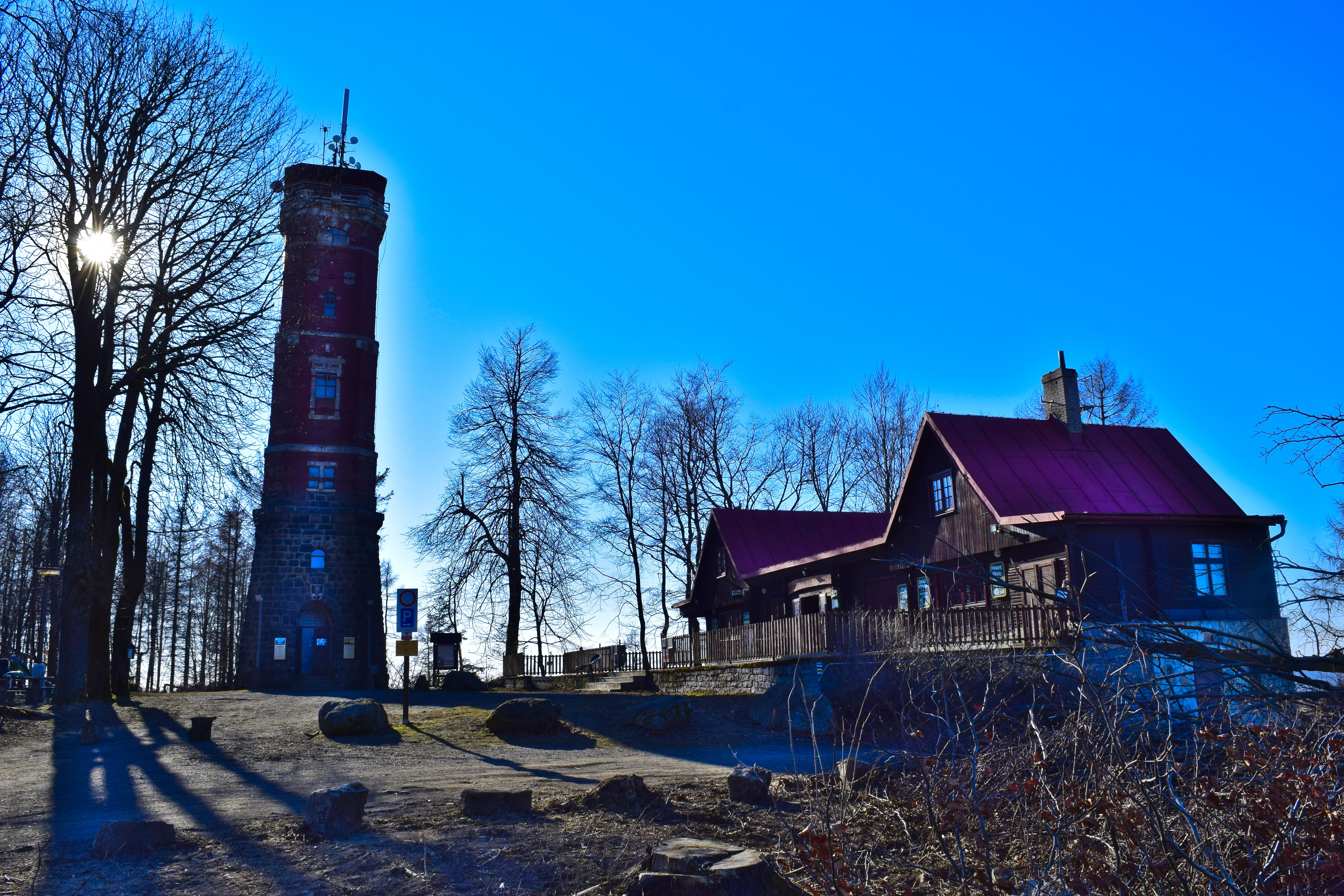
Aussichtsturm und Gaststätte (2022)

Ein erster hölzerner Aussichtsturm entstand schon 1885, wurde aber bereits nach einem Jahr durch einen Sturm zerstört. Noch 1886 wurde ein zweiter hölzerner Turm als Ersatzbau errichtet. In Nachbarschaft des Turmes bestanden zwei hölzerne Hütten, die als Gastwirtschaft dienten und auch Übernachtungen ermöglichten.
Im Mai 1903 zerstörte ein Sturm den Aussichtsturm (der gleiche Sturm zerstörte auch den Turm auf dem Rosenberg). 1904 wurde der heutige Steinturm errichtet und noch im Oktober des gleichen Jahres fertiggestellt. Am 28. Mai 1905 fand die Einweihung als Bismarckturm statt. Er ist ca. 26 Meter hoch und der untere Turmumfang beträgt 25 Meter. Der 10 Meter hohe Unterbau besteht aus Granitsteinen, die im nahegelegenen Thomaswald gebrochen wurden. Dem oberen Teil ist ein Ziegelbau aufgesetzt. Die Baukosten beliefen sich auf ca. 24.000 Kronen, welche vom Graf von Salm-Reifferscheid finanziert wurden. Die Hütte wurde 1910 um einen Anbau erweitert. Nach dem damaligen Hüttenwirt Thomas Pilz wurde die Bergwirtschaft auch als „Onkel Toms Hütte“ bezeichnet.
Am Nachmittag des 4. Mai 1946 zerstörte ein Brand die Bergwirtschaft. Der Turm selbst lag zwischen 1949 und 1959 im Sperrgebiet der deutsch-tschechischen Grenze und war öffentlich nicht zugänglich. Die heute noch betriebene Blockhütte wurde 1978 von der Stadt Mikulášovice und dem Betrieb Mikov neu errichtet.

## Aussicht
Vom Turm ist eine sehr umfassende Rundsicht möglich. Im Süden schweift der Blick über die wellige Wald-Felslandschaft der Sächsisch-Böhmischen Schweiz, im Osten befinden sich die Kegelberge des Lausitzer Gebirges. Im Norden befinden sich die Bergrücken des Oberlausitzer Berglandes, markant ist vor allem das Massiv des Valtenberges. Im Westen schweift der Blick über die Große Kreisstadt Sebnitz mit dem Ungerberg.

## Routen zum Gipfel
- Günstigster Ausgangspunkt ist die Stadt Sebnitz, von dort führt ein markierter Wanderweg direkt zum Gipfel. Bis zum Beitritt Tschechiens zum Schengener Abkommen hatte dieser den Status eines grenzüberschreitenden Wanderweges.
- Eine blau markierte Wanderroute führt von Vilémov über den Berg nach Mikulášovice.